# Guadasséquies
Guadasséquies (en valencien, nom officiel,,) ou Guadasequies (en castillan, également connue comme Vorasséquies) est une commune de la province de Valence, dans la Communauté valencienne, en Espagne. Elle est située dans la comarque de la Vall d'Albaida et dans la zone à prédominance linguistique valencienne. Sa population s'élevait à 457 habitants en 2013.

## Géographie

Localisation de Guadasséquies
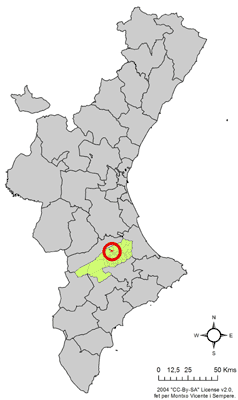
dans la Communauté valencienne.
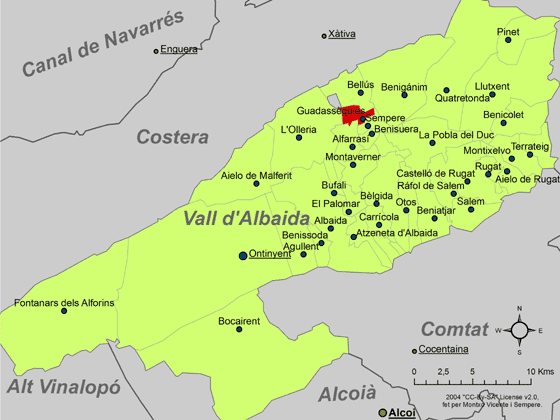
dans la comarque de la Vall d'Albaida.

### Localités limitrophes
Le territoire communal est voisin de celui des communes suivantes :
Alfarrasí, Bellús, L'Olleria, Sempere et Xàtiva, toutes situées dans la province de Valence.

## Démographie
| 1990 | 1992 | 1994 | 1996 | 1998 | 2000 | 2002 | 2004 | 2005 | 2007 |
| ---- | ---- | ---- | ---- | ---- | ---- | ---- | ---- | ---- | ---- |
| 388  | 405  | 401  | 390  | 390  | 385  | 412  | 480  | 510  | 536  |

## Administration
Liste des maires, depuis les premières élections démocratiques.
| Législature | Nom du Maire              | Parti politique |
| ----------- | ------------------------- | --------------- |
| 1979-1983   | Santiago Julià Jornet     |                 |
| 1983-1987   | Alfonso Vallés Esparza    |                 |
| 1987-1991   | Alfonso Vallés Esparza    |                 |
| 1991-1995   | Vicente Castelló Ferrando | PSPV-PSOE       |
| 1995-1999   | Vicente Castelló Ferrando | PSPV-PSOE       |
| 1999-2003   | Carmen Vidal Valles       | PP              |
| 2003-2007   | Carmen Vidal Valles       | PP              |
| 2007-2011   | Carmen Vidal Valles       | PP              |

### Sources
- (es) Cet article est partiellement ou en totalité issu de l’article de Wikipédia en espagnol intitulé « Guadasequies » (voir la liste des auteurs).